# Кітід
Кітід (рум. Chitid) — село у повіті Хунедоара в Румунії. Входить до складу комуни Бошород.
Село розташоване на відстані 276 км на північний захід від Бухареста, 22 км на південний схід від Деви, 126 км на південь від Клуж-Напоки, 142 км на схід від Тімішоари.

## Населення
За даними перепису населення 2002 року у селі проживали 602 особи, з них 600 осіб (99,7%) румунів. Рідною мовою 600 осіб (99,7%) назвали румунську.